# Friedrich Schur
Friedrich Heinrich Schur (27 de enero de 1856 - 18 de marzo de 1932) fue un matemático alemán especializado en el estudio de la geometría diferencial. 

## Semblanza
La familia de Schur era originalmente de religión judía, pero se convirtió al protestantismo. Su padre era propietario de una finca. 
Schur asistió a la escuela secundaria en Krotoschin y en 1875 estudió astronomía y matemáticas con Heinrich Schröter y Jacob Rosanes en la Universidad de Wroclaw. Posteriirmente ingresó en la Universidad de Berlín, donde estudió con Karl Weierstrass, Ernst Eduard Kummer, Leopold Kronecker y Gustav Kirchhoff, obteniendo su doctorado en 1879 bajo la dirección de Kummer con la tesis titulada: Geometrische Untersuchungen über Strahlenkomplexe ersten und zweiten Grades. En 1880, aprobó el examen y el mismo año se calificó como profesor en la Universidad de Leipzig. A continuación obtuvo un puesto de profesor asistente y en 1884 se convirtió en asistente de Felix Klein en Leipzig. En 1885 fue profesor asociado allí, y en 1888 profesor en la Universidad de Tartu. A partir de 1892 ejerció como profesor de geometría descriptiva en la Universidad Técnica de Aquigrán y en 1897 fue nombrado profesor en la Universidad de Karlsruhe, donde también fue rector entre 1904 y 1905. En 1909, se convirtió en profesor en la Universidad de Estrasburgo. Después de la derrota de Alemania en la Primera Guerra Mundial, fue liberado por los franceses en 1919 y se convirtió en profesor en Breslau, donde se retiró en 1924. 
Friedrich Schur estudió geometría diferencial, grupos de transformación (grupos de Lie) siguiendo el campo de trabajo abierto por Sophus Lie. Muchos de sus resultados, que resumió en su libro Grundlagen der Geometrie (Fundación de la Geometría) de 1909, también se pueden encontrar en el trabajo de David Hilbert sin referencia a Schur. También escribió un libro de texto de geometría analítica (1898) y otro sobre estadística gráfica (1915). 
En 1912 recibió el Premio Lobachevsky (un galardón entregado por la Academia Rusa) por su libro Grundlagen der Geometrie. En 1910, fue presidente de la Sociedad Matemática Alemana. Recibió doctorados honorarios de la Universidad de Karlsruhe. En 1927 resultó elegido miembro correspondiente de la Academia de Ciencias de Baviera. 
Entre sus alumnos figuraron Theodor Molien y Julius Wellstein. 

## Escritos (selección)
- Schur: Grundlagen der Geometrie. Teubner, Leipzig 1909.[1]
- Schur: Lehrbuch der analytischen Geometrie.
- Schur: Zur Theorie der endlichen Transformationsgruppen. (enlace roto disponible en Internet Archive; véase el historial, la primera versión y la última). (Enlace roto; diciembre de 2019) Mathematische Annalen, Bd.38, 1891.
- Schur: Ueber den Fundamentalsatz der projectiven Geometrie. Mathematische Annalen, Bd.51, 1899.
- Schur: Ueber die Grundlagen der Geometrie. (enlace roto disponible en Internet Archive; véase el historial, la primera versión y la última). (Enlace roto; diciembre de 2019) Mathematische Annalen, Bd. 55, 1902